# Dr.コパの黄金の扉
Dr.コパの黄金の扉（ドクターコパおうごんのとびら）は、2006年4月から2017年3月までKBCラジオで放送されていた夜の番組である。

## パーソナリティ
番組終了地点
- Dr.コパ-メインパーソナリティ
- スーザン小山（ 2015年10月~番組終了）
- 平川尚子（KBCアナウンサー、2006年10月～2007年3月 2015年10月~番組終了）

過去
- ドーター・コパ（Dr.コパの実娘、2006年4月～9月）
  - 2006年9月まではDr.コパとドーター・コパの親子2人のやりとりで放送。
- 太田祐輔（当時KBCアナウンサー、2006年10月～2007年3月）
- 高島宗一郎（当時KBCアナウンサー、現福岡市長、2006年10月～2007年3月）上記2人が主に担当の時が多かった。
- 田崎日加理（当時KBCアナウンサー、2007年10月～2008年3月）
- 大津貴子(2008年4月COONに改名）（シンガーソングライター、2007年10月～2008年3月）
- 徳丸佳代（野球解説者・若田部健一夫人、福岡担当、2008年4月～2008年9月）
- 夏目ナナ（AV女優・タレント、東京担当、2008年4月～2008年9月）
- 彩乃かなみ（女優、元宝塚歌劇団、2008年10月～2009年9月）
- 枦山南美（フリーアナウンサー、元新潟放送、2009年10月〜2010年3月）
- 宮島咲良-(~2015年9月)
2010年3月でKBCを退社、その直後から担当。KBCアナウンサーだったため、Dr.コパとはそれなりに面識があったものとみられる。

### 備考
- 2007年3月まではDr.コパとKBCアナウンサー1人のペアで進行。誰が担当になるかはDr.コパのスケジュールの都合なのか固定されなかった。
- また、上記のアナウンサー以外のKBCアナウンサー宮本けいすけ・近藤鉄太郎等が担当した回や、KBCラジオの他の番組担当のスター高橋・TOGGY・徳永玲子等タレントが担当した回もあった。

## 放送時間
- 月曜日：21:25～21:55(JST)（2006年4月～9月、2015年10月~2017年3月）
- 月曜～木曜日：21:30～22:00（2006年10月～2007年3月）
- 月曜日：19:30～22:00（2007年4月～9月）
- 月曜日：19:00～21:00（2007年10月～2015年9月）

## 概要
- 番組当初は週1回の30分番組だったが、半年後シーズンオフ時に月曜～木曜日の帯番組に昇格。
- そのまた半年後2007年4月の野球シーズン時よりは野球が無い月曜の夜に2時間半の生ワイド番組として放送中。
- ただしコパのスケジュールの都合で福岡から生放送は月1回程度の予定、その他の週は東京から放送される。
- 2006年9月にサービスを開始した「KBCラジオPodcasting」でも配信されている。
- この頃は月曜日もナイターを放送する為、放送を休止する形をとっている。
- 2015年10からDr.コパの黄金の扉･リターンズにリニューアル。放送時刻も番組開始当初の時間に戻った。
- 2017年3月27日の放送をもって終了した。

## 番組内容
- Dr.コパによる風水をテーマにした番組であり、リスナーと電話やメール等で送られた風水相談に答えるのが主な内容。
- プロ野球シーズンには「ソフトバンクホークス優勝祈願」として、毎週選手1人を取り上げその選手に関する風水を紹介していた。
- また2006年10月より番組スポンサーがソフトバンクモバイルとなった事もあり、携帯電話やそのストラップに関しての風水を取り上げる事も多い。
- 2007年4月より新たなコーナーとして携帯番号の末尾で運勢を判断するコーナーも出来た。
- また2007年4月からの生番組化で、毎週リスナーと生電話で風水相談するコーナーも出来た。(以前は生の時たまにやっていた程度)
- Dr.コパとゲストタレントとの対談を録音の形で放送する事もある。